# Vinden ser vi inte
Vinden ser vi inte är en pingstpsalm av Anders Frostenson, skriven  1958. Texten bygger delvis på Jesu ord till Nikodemus så att första versen refererar till 3: 8 och femte versen till 14: 26 i Johannesevangeliet.  "Vinden blåser vart den vill, och du hör dess sus, men du vet inte varifrån den kommer, eller vart den far; så är det med var och en som är född av Anden". Frostenson bearbetade psalmen något 1973.
Melodi (F-dur, 2/4) komponerad av Erhard Wikfeldt 1958.

## Publicerad i
- Kyrkovisor för barn som nr 740 under rubriken "Pingst".
- Herren Lever 1977 som nr 826 under rubriken "Anden, vår hjälpare och tröst".
- Den svenska psalmboken 1986, 1986 års Cecilia-psalmbok, Psalmer och Sånger 1987, Segertoner 1988 och Frälsningsarméns sångbok 1990 som nr 54 under rubriken "Anden, vår Hjälpare och tröst".